# Фролик, Михаэл
Михаэл Фро́лик (чеш. Michael Frolík; род. 17 февраля 1988, Кладно, Среднечешский край) — чешский хоккеист, нападающий ХК «Били Тигржи». Обладатель Кубка Стэнли 2013 года в составе «Чикаго Блэкхокс».

## Карьера

### Клубная
Михаэл Фролик является воспитанником клуба «Кладно». Дебютировал за родной клуб в Чешской экстралиге сезона 2004/05, в возрасте 16 лет.
Фролик был задрафтован «Флоридой Пантерз» в 2006 году и спустя два сезона дебютировал в НХЛ. В феврале 2011 года он перешёл в «Чикаго Блэкхокс», с которым в межсезонье подписал трёхлетний контракт. В составе «Чикаго» Фролик добился самого главного успеха в карьере, став обладателем Кубка Стэнли в 2013 году.
30 июня 2013 года Фролик был обменян из «Чикаго» в «Виннипег Джетс» за пики третьего и пятого раундов Драфта НХЛ 2013 года.
После окончания контракта с «Виннипегом» подписал 5-летний контракт с «Калгари Флэймз» на $ 21,5 млн..
3 января 2020 года был обменян в «Баффало Сейбрз» за выбор в 4-м раунде драфта НХЛ 2020 года.
23 декабря 2020 года,в качестве неограниченно свободного агента, подписал однолетний контракт с «Монреаль Канадиенс» на сумму $ 750 тыс. Сезон в канадском клубе получился для Фролика неудачным, он провёл за «Монреаль» всего 8 матчей.

### Сборная Чехии
В составе сборной Чехии Фролик 3 раза принимал участие в чемпионатах мира, на которых дважды становился бронзовым призёром. В составе юниорской и молодёжной сборной 7 раз участвовал на мировых чемпионатах, трижды завоёвывал бронзовые медали.

## Достижения
- Обладатель Кубка Стэнли 2013
- Бронзовый призер чемпионата мира 2011 и 2012
- Бронзовый призер молодежного чемпионата мира (до 20 лет) 2005
- Бронзовый призер чемпионата мира среди юниоров (до 18 лет) 2004 и 2006

## Статистика

### Клубная карьера
```
                                            
                                            --- Regular Season ---  ---- Playoffs ----
Season   Team                        Lge    GP    G    A  Pts  PIM  GP   G   A Pts PIM
--------------------------------------------------------------------------------------
2004-05  Кладно                      ЭЛ     27    3    1    4    6   1   0   0   0   0
2005-06  Кладно                      ЭЛ     48    2    7    9   32  --  --  --  --  --
2006-07  Римуски Осеаник             QMJHL  52   31   42   73   40  --  --  --  --  --
2007-08  Римуски Осеаник             QMJHL  45   24   41   65   22   9   2   4   6  12
2008-09  Флорида Пантерз             НХЛ    79   21   24   45   22  --  --  --  --  --
2009-10  Флорида Пантерз             НХЛ    82   21   22   43   43  --  --  --  --  --
2010-11  Флорида Пантерз             НХЛ    52    8   21   29   16  --  --  --  --  --
2010-11  Чикаго Блэкхокс             НХЛ    28    3    6    9   14   7   2   3   5   2
2011-12  Чикаго Блэкхокс             НХЛ    63    5   10   15   22   4   2   1   3   0
2012-13  Пираты Хомутов              ЭЛ     32   14   10   24   22  --  --  --  --  --
2012-13  Чикаго Блэкхокс             НХЛ    45    3    7   10    8  23   3   7  10   6
2013-14  Виннипег Джетс              НХЛ    81   15   27   42   12   4   0   0   0   2
2014-15  Виннипег Джетс              НХЛ    82   19   23   42   18  --  --  --  --  --
2015-16  Калгари Флэймз              НХЛ    64   15   17   32   24  --  --  --  --  --
2016-17  Калгари Флэймз              НХЛ    82   17   27   44   58   4   0   1   1   0
2017-18  Калгари Флэймз              НХЛ    70   10   15   25   26  --  --  --  --  --
2018-19  Калгари Флэймз              НХЛ    65   16   18   34   26  --  --  --  --  --
2019-20  Калгари Флэймз              НХЛ    38    5    5   10   24  --  --  --  --  --
2019-20  Баффало Сейбрз              НХЛ    19    1    3    4    4  --  --  --  --  --
2020-21  Монреаль Канадиенс          НХЛ     8    0    0    0    0  --  --  --  --  --
2020-21  Лаваль Рокет                АХЛ     2    0    0    0    4  --  --  --  --  --
2021-22  Лозанна                      NL    23    7    7   14   25  --  --  --  --  --
--------------------------------------------------------------------------------------
         Всего в НХЛ                       858  159  225  384  317  42   7  12  19  10
         Всего в Экстралиге                107   19   18   37   60   1   0   0   0   0
         Всего в NL                        23    7     7   14   25  --  --  --  --  --

```

### Международные соревнования
| Год                   | Сборная               | Турнир                | Место                 |    | И  | Г  | П  | О  | Штр |
| --------------------- | --------------------- | --------------------- | --------------------- | -- | -- | -- | -- | -- | --- |
| 2004                  | Чехия (юниор.)        | ЮЧМ (до 18)           |                       | 2  | 0  | 0  | 0  | 0  |     |
| 2005                  | Чехия (мол.)          | МЧМ (до 20)           |                       | 7  | 3  | 1  | 4  | 0  |     |
| 2005                  | Чехия (юниор.)        | ЮЧМ (до 18)           | 4                     | 7  | 3  | 1  | 4  | 2  |     |
| 2006                  | Чехия (мол.)          | МЧМ (до 20)           | 6                     | 6  | 0  | 1  | 1  | 4  |     |
| 2006                  | Чехия (юниор.)        | ЮЧМ (до 18)           |                       | 7  | 2  | 3  | 5  | 10 |     |
| 2007                  | Чехия (мол.)          | МЧМ (до 20)           | 5                     | 6  | 4  | 2  | 6  | 4  |     |
| 2008                  | Чехия (мол.)          | МЧМ (до 20)           | 5                     | 6  | 5  | 0  | 5  | 14 |     |
| Всего (юниор. и мол.) | Всего (юниор. и мол.) | Всего (юниор. и мол.) | Всего (юниор. и мол.) | 41 | 17 | 8  | 25 | 34 |     |
| 2011                  | Чехия                 | ЧМ                    |                       | 9  | 3  | 2  | 5  | 0  |     |
| 2012                  | Чехия                 | ЧМ                    |                       | 10 | 2  | 1  | 3  | 0  |     |
| 2016                  | Чехия                 | КМ                    | 6                     | 3  | 0  | 1  | 1  | 0  |     |
| 2019                  | Чехия                 | ЧМ                    | 4                     | 10 | 7  | 7  | 14 | 2  |     |
| Всего (осн. сборная)  | Всего (осн. сборная)  | Всего (осн. сборная)  | Всего (осн. сборная)  | 32 | 12 | 11 | 23 | 2  |     |

## Личная жизнь
Живет вместе с Дианой Кобзановой, мисс Чехии 2001 года, бывшей подругой известного футболиста Мартина Йиранека. У них две дочери: Элла (род. 02.12.2012 г.) и Лили (род. 25.04.2014 г.)